# Nim Li Punit
Nim Li Punit – miasto z okresu klasycznego cywilizacji Majów położone w belizańskim dystrykcie Toledo w odległości 40 km na północ od stolicy dystryktu Punta Gorda. Nim Li Punit znane jest również pod nazwą Big Hat lub Top Hat – nazwa w języku kekczi znaczy Wielki Kapelusz i odnosi się do dużego i wyszukanego nakrycia głowy z rzeźbionej steli znalezionej w ruinach, przedstawiającej jednego z dawnych władców miasta. 
Nim Li Punit jest miastem Majów średniej wielkości, pochodzącym z okresu klasycznego, którego okres świetności przypada od V do VIII wieku n.e. Składa się z budowli położonych wokół trzech placów, wśród których jest kilka piramid schodkowych, a najwyższa ma wysokość 12,2 m. W mieście znajdują się liczne stele przedstawiające jego dawnych władców. Niektóre stele są w stanie nieukończonym, co wskazuje na nagły koniec prac. Ruiny położone są blisko szosy Southern Highway i są dostępne dla zwiedzających po uiszczeniu opłaty.

## Geografia i geologia
Nim Li Punit leży u stóp gór Maya, w miejscu, gdzie jest dostępna czysta woda z górskich potoków. Góry Maya, porośnięte trudnymi do przeniknięcia lasami, stanowią trudną do przejścia przeszkodę od północy i zachodu, podczas gdy częściowo zabagnione równiny nadbrzeżne, dochodzące do morza Karaibskiego, leżą na wschodzie, a nisko leżące bagienne tereny między rzekami Sarstoon i Temash ciągną się na południu. Ruiny znajdują ok. 2 km na południe od Southern Highway i prowadzi do nich gruntowa droga. Sama Southern Higway również nie jest utwardzona w tej okolicy. Gleby na tym obszarze są stosunkowo żyzne, jak na tropikalne standardy i to wyjaśnia zdolność regionu do utrzymywania licznych prehistorycznych osiedli, takich jak Nim Li Punit. Miejscowe piaskowce można znaleźć w łożyskach okolicznych potoków i rzek i ten właśnie surowiec był używany jako materiał do wznoszenia budowli miasta i steli. Góry Maya i ich pogórza zbudowane są z najstarszych (poza granitami) skał Centralnej Ameryki. Te pochodzące z paleozoiku osady zostały wypiętrzone ok. 200 mln lat temu w okresie późnego karbonu (pensylwanu) i wczesnego permu.

## Architektura
Starożytne miasto Nim Li Punit zostało zaprojektowane analogicznie jak inne nizinne miasta Majów okresu klasycznego, takie jak Lubaantun, Pusilha czy Uxbenka. Uznaje się, że dwa ostatnie miasta powstały wcześniej niż oba pierwsze. Nim Li Punit zostało wybudowane w prototypowym dla okresu klasycznego, geometrycznym kształcie, przy użyciu dużej ilości materiałów wypełniających celem wyrównania poziomu rozległych placów i tarasów. Ponadto rozmieszczenie głównych budowli naśladuje kształt kosmologicznego świata Majów, poprzez umieszczenie sfery ziemskiej w centrum, podkreślone przez fakt, że zamieszkiwał tam władca. Sfera niebiańska umiejscowiona jest na północy w postaci sanktuariów i grobowców. Boisko do ullamaliztli leży pomiędzy nimi, ilustrując funkcję tego sportu w ukazywaniu odwiecznego konfliktu między siłami życia i śmierci. Boisko jest tak dobrze zachowane, że wygląda, jakby było gotowe do rozpoczęcia meczu. 
Uważa się, że geometria Grupy E zawartej w Grupie Południowej na Placu Steli może wskazywać na wykorzystanie jej do obserwacji astronomicznych. Za przykład może służyć kilka obelisków znajdujących się wcześniej na długim tarasie znanym jako Struktura 1 (Structure One), umożliwiających ustalenie przesileń i równonocy. Inaczej niż w Lubaantun, gdzie do budowy zastosowano technikę bez zaprawy, budowle kamienne tutaj zostały zbudowane z użyciem majańskiej zaprawy, a poza tym połączenia kształtowe, często znajdowane w Lubaantun, nie są obecne w Nim Li Punit. 

## Ludność i jej zajęcia

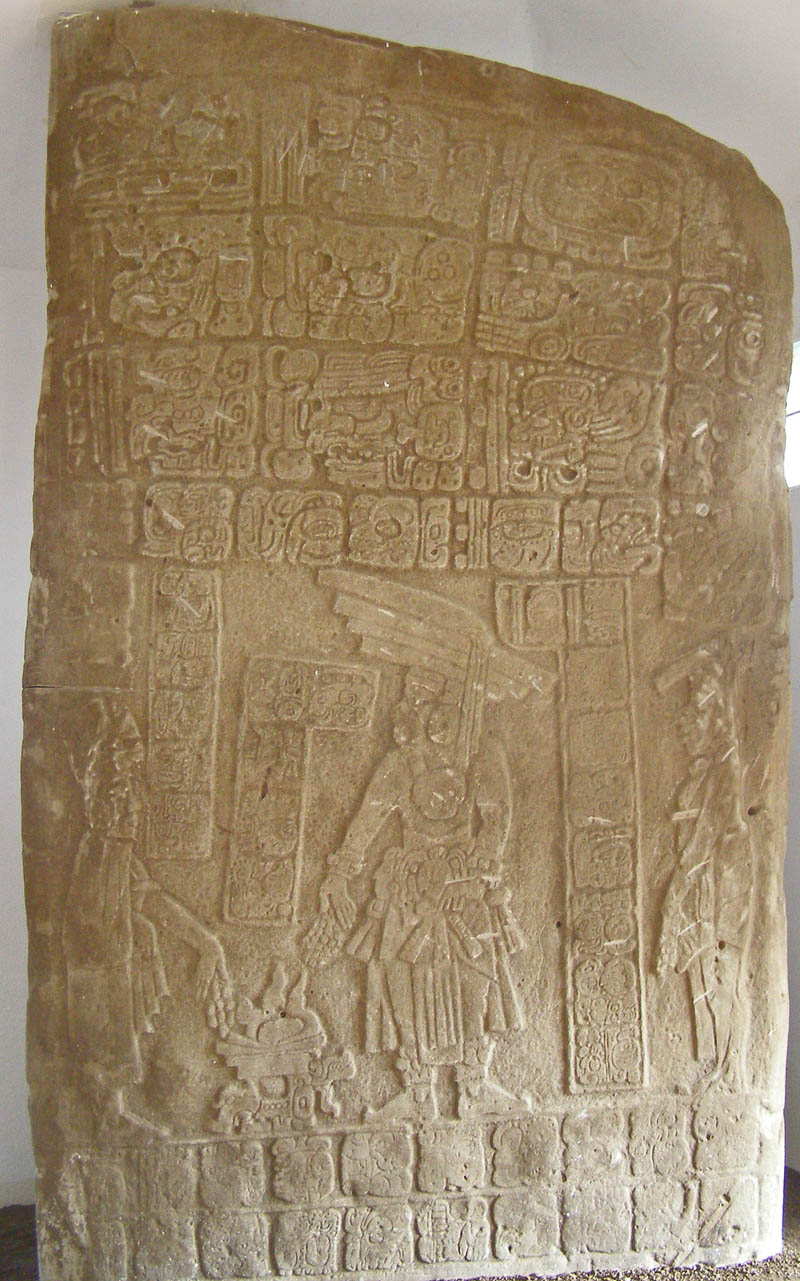
Stela przedstawiająca władcę z wielkim nakryciem głowy „Wielkim Kapeluszem”, który nadał nazwę Nim Li Punit

Pierwsi mieszkańcy miasta przypuszczalnie przybyli tutaj z Gwatemali, podobnie jak w przypadku sąsiedniego Lubaantun. Uważa się, że ludność z Nim Li Punit mówiła dialektem języka chol, używanym na terenach zamieszkałych przez Majów. Dowody z rzeźbionych steli świadczą, że miasto było zamieszkałe w okresie od 721 do 790 r. n.e. Stwierdzono to na podstawie rzeczywistych dat kalendarza Majów zapisanych na co najmniej sześciu różnych kamieniach. 
Przypuszcza się, że populacja Nim Li Punit mogła być porównywalna z takimi ośrodkami jak Tikál z niziny Petén w północnej Gwatemali. Największa liczba mieszkańców Nim Li Punit oceniana jest na ok. 5 do 7 tysięcy w szczycie późnego okresu klasycznego.
Tak jak wiele innych majańskich miast Nim Li Punit zostało nagle opuszczone w IX wieku n.e. i było prawdopodobnie związane z przeludnieniem przekraczającym pojemność środowiska i stosowanym tu systemem uprawy ziemi, znanym jako milpa.
Ośrodki dla gości wskazują, że miasto miało polityczne i społeczne związki z Copán w Hondurasie.

## Ekologia
Nim Li Punit znajduje się w okolicy bogatej w lasy, żyzne gleby, skały i inne zasoby naturalne. Zalety te w połączeniu z bliskością bogatych w wodę górskich potoków dostarczyły miejscowym Majom bazę, pozwalającą na rozkwit ich cywilizacji. Chociaż większość liściastych lasów tropikalnych jest wtórnego pochodzenia z powodu działalności samych Majów, istnieje tu bogata różnorodność biologiczna drzew, roślin zielnych, ssaków, ptaków, gadów i innych form życia. Miejscowe gleby pozwalające w przeszłości na uzyskiwanie plonów podstawowych roślin uprawnych: kukurydzy i fasoli, rodzą też różne zioła, o których wiadomo, że były używane przez starożytnych do celów medycznych.
Wśród ssaków żyjących w okolicy są dwa gatunki naczelnych: wyjec gwatemalski (Alouatta pigra) i czepiak Geoffroya. Żyje tu również wiele gryzoni, w tym powszechna paka nizinna. Obecnych jest szereg mięsożerców, jak puma płowa i jaguar. Dzisiejszy las jest też domem dla nietoperzy i ptaków, takim jakim był las pierwotny.

## Odkrycie i wykopaliska

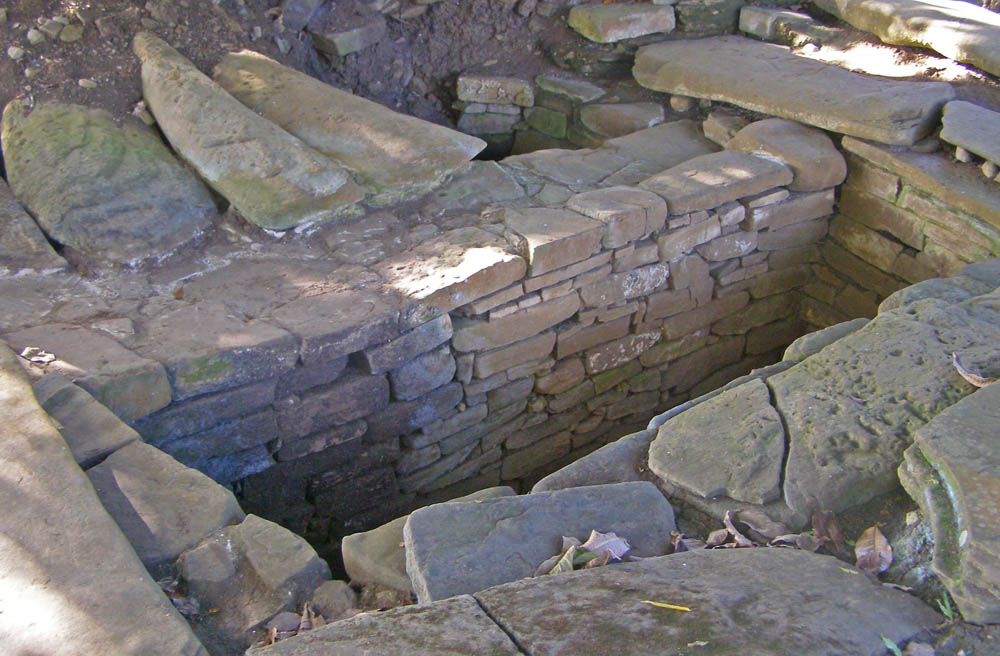
Otwarty grób w Nim Li Punit

Nim Li Punit zostało odkryte w 1976 r., wtedy też przeprowadzono wstępne badania pod kierownictwem Normana Hammonda z Muzeum Brytyjskiego i uniwersytetu Cambridge. Hammond stworzył pierwszą mapę stanowiska i odkopał fragment centralnego placu. Potem Barbara McLeod z University of Texas at Austin stworzyła pierwsze dokładne analizy inskrypcji na stelach. Richard Levanthall w 1983 r. wiercił otwory badawcze i zrobił pomiary stanowiska w ramach projektu mapowania majańskich zabytków w południowym Belize. W latach 90. XX wieku wykopaliska o niewielkim zakresie były prowadzone przez belizański Urząd ds. Archeologii pod nadzorem Johna Morrisa i Juana Luisa Bonora.